# برونکوو
برونکوو (به آلمانی: Bronkow) یک شهر در آلمان است که در اوبرشپریوالد-لاوزیتس واقع شده‌است. برونکوو ۶۸۰ نفر جمعیت دارد.